# Riffelsee
Der Riffelsee ist ein kleiner, abflussloser Bergsee auf einer Höhe von 2770 m ü. M. oberhalb von Zermatt im Schweizer Kanton Wallis.

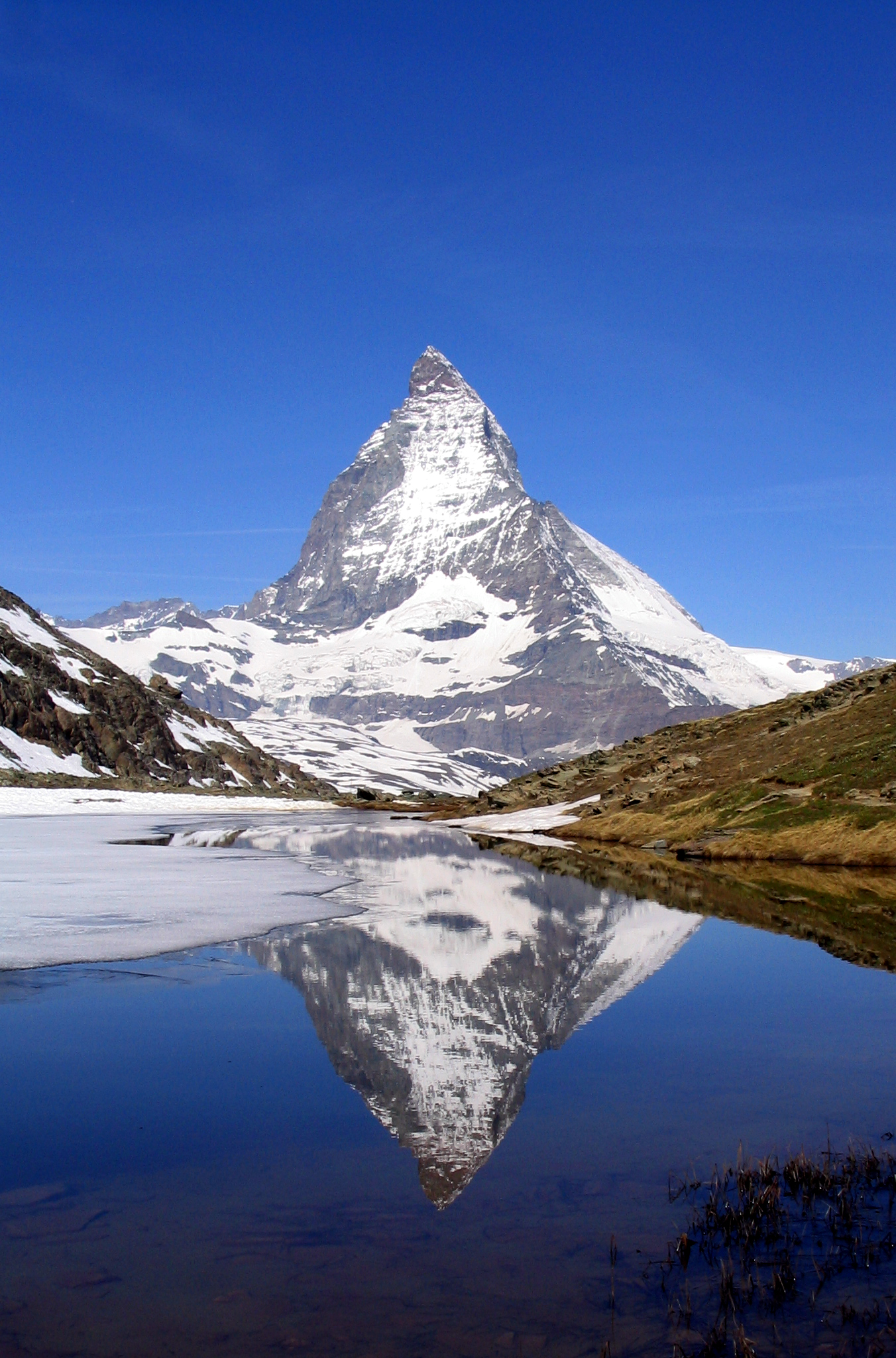
Matterhorn mit Riffelsee

Der See liegt etwas unterhalb der Station Rotenboden der Gornergratbahn am Fusse des Riffelhorns. Im Riffelsee spiegelt sich die Ostwand des Matterhorns. Bei Windstille und eisfreiem See, ist dies eines der begehrtesten Fotomotive der Schweiz.